# 一校一国運動
一校一国運動（いっこういっこくうんどう）とは、オリンピック開催地の学校が応援する国や地域を決め、当該国・地域の文化や言語を学習したり、当該国・地域のオリンピック選手や子供たちと交流したりして異文化理解を深めようとする活動。1998年2月の長野オリンピックより始まり、現在では国際的な拡がりをみせている。

## 概要
1998年（平成10年）2月、長野市を中心に開かれた冬季オリンピックでは、国際的イベントと市民との融和、そして一過性ではなく継続的な「国際理解・親善」につなげる工夫として「一校一国運動」あるいは「一店一国運動」が展開された。
元々は、1994年（平成6年）広島アジア大会開催に向けて行われた大会組織委員会会議の中で考えられたものであったが、広島では教職員組合との整合がとれず地区公民館単位で特定の国・地域を応援する「一館一国・地域応援事業」に切り替えた経緯がある。その後長野五輪に際して「長野国際親善クラブ」が公民館を学校に置き換える形で展開する事を検討し校長会に働きかけた事で実現することとなり、市内の小学校・中学校各校が長野オリンピックに参加する特定の国・地域の言葉や文化等について深く研究し、国際交流を図る形で展開され、市民と参加各国、そしてオリンピックというイベントを強く結びつけ、大会運営にも市民文化活動にも好影響を与えた。
草の根交流として国際オリンピック委員会（IOC）からも高い評価を受け、その後のオリンピックの際にも導入された。現在ではIOCのプログラムに取り込まれており、2000年シドニーオリンピック、2002年ソルトレークシティオリンピック、2006年トリノオリンピック、2008年北京オリンピックなどに引き継がれた。
2020年東京オリンピックに際しては本運動を発展させる形で「世界ともだちプロジェクト」が行われており、東京都内の公立校1校につき5大陸（アジア・オセアニア・ヨーロッパ・アフリカ・アメリカ）から1国・地域ずつの最大5つの参加国・地域の文化を学ぶプログラムを展開する。
オリンピックの他大阪市で開催された1999年の世界新体操選手権・2001年の第46回世界卓球選手権・2003年世界柔道選手権大会・2007年世界陸上競技選手権大会、横浜市で開催された2008年第4回・2014年第5回アフリカ開発会議でも同様の運動が行われた。